# Enicospilus mauritii
Enicospilus mauritii là một loài tò vò trong họ Ichneumonidae.